# 애버츠퍼드 국제 공항

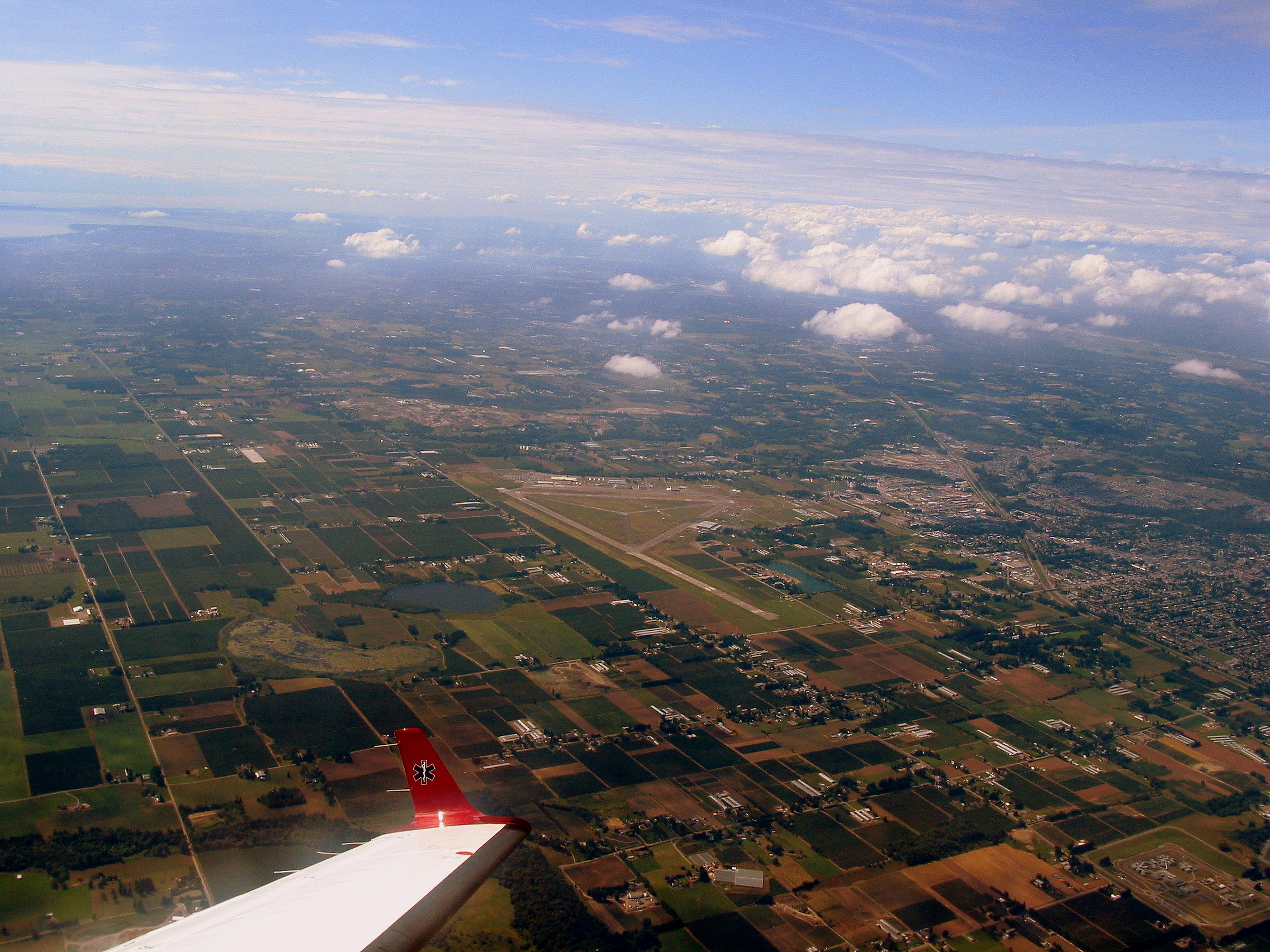
YXX 항공 사진

애버츠펴드 국제 공항 (IATA: YXX, ICAO: CYXX)은 캐나다 브리티시 컬럼비아주 애버츠퍼드에 있는 국제공항이다. 애버츠퍼드 도시 중심부에서 남서쪽 2.2 해리 (4.1 km) 떨어져 있다. Lower Mainland 지방에서 밴쿠버 국제공항 다음 두번째로 큰 공항이다. 밴쿠버 다운타운으로부터 65km 떨어져 있다.
YXX는 매일 정기 국내선과 비정기 국제선 운영한다. 애버츠퍼드 국제 공항은 CAT 1 계기착륙장치 (ILS)를 사용하고 있으며, 자체적으로 소방서를 운영한다. 터미널은 입국심사대와 탑승객 보안 검사 시설도 있다. 이 공항은 통관공항으로 분류되어 있으며 캐나다 국경감시대가 관리한다.

## 에어쇼
1962년부터 매년 애버츠퍼드 국제 에어쇼를 8월 둘째주 즈음에 개최한다. 1970년대 중반 피에르 트뤼도총리가 공식적으로 캐나다의 국립 에어쇼로 지정한다. 이 에어쇼는 캐나다 최고 규모를 자랑하며, 북아메리카에서 제일큰 에어쇼이기도 하다. 세계 10대 에어쇼중 하나로 평가받는다.

## 항공사 및 목적지

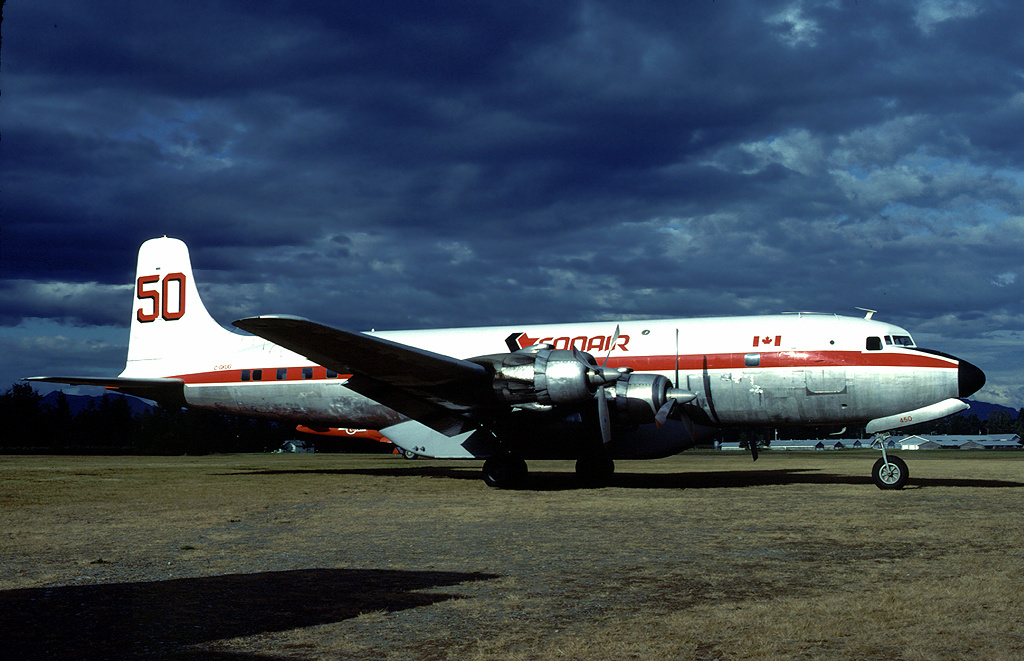
1983년 Douglas DC-6

| 항공사              | 목적지 |
| ------------------- | --- |
| 에어 캐나다 루즈    | 비정기: 토론토 |
| Swoop               | 에드먼턴, 해밀턴 (10월 23일 2020년 운행 종료), 라스베가스, 런던 (캐나다), 위니펙 비정기: 마사틀란, 푸에르토바야르타, 토론토 (10월 25일 2020년 운행 시작) |
| 웨스트제트          | 캘거리 |
| 웨스트제트 (엔코어) | 캘거리 |

### 화물
| 항공사          | 목적지 |
| --------------- | ------ |
| SkyLink Express | 밴쿠버 |
| UPS 항공        | 밴쿠버 |

## 통계

### 연간 이용객
| 년     | 승객    | % 변화 |
| ------ | ------- | ------ |
| 2010년 | 463,763 | 보합   |
| 2011년 | 475,223 | 2.5 %  |
| 2012년 | 490,636 | 3.2 %  |
| 2013년 | 478,341 | -2.5 % |
| 2014년 | 477,087 | -0.3 % |
| 2015년 | 487,833 | 2.3 %  |
| 2016년 | 530,643 | 8.8 %  |
| 2017년 | 677,653 | 27.7 % |
| 2018년 | 842,212 | 24.3 % |

## 지상 교통 수단
공항은 Aldergrove와 Abbotsford의 Bourquin Exchange를 연결하는 Central Fraser Valley Transit Route 21을 통해 서비스된다.
공항은 밴쿠버와 캠룹스/켈로나 사이를 오가는 노선에 있는 Ebus가 제공한다. Ebus는 앨버타에 본사를 둔 버스회사이다.